# Лёгкие крейсера типа «Пиллау»
Лёгкие крейсера типа «Пиллау» (крейсера проекта № 356) — тип крейсеров германского императорского флота времён Первой мировой войны. Строились в Германии по заказу Российского флота в соответствии с программой усиленного судостроения Комиссии по государственной обороне Российской империи. После начала Первой мировой войны реквизированы германским правительством. Построено два: «Пиллау» (нем. SMS Pillau) и «Эльбинг» (нем. SMS Elbing).

## Проектирование
Проектирование малого турбинного крейсера в российском Морском министерстве велось параллельно с проектированием лёгких крейсеров водоизмещением 6800 тонн (тип «Светлана») для Балтийского моря и водоизмещением 7600 тонн — для Чёрного.
В Российском Императорском флоте в то время шёл процесс перехода на новый тип энергетических установок — паровые турбины, и потому остро стоял вопрос подготовки машинистов-турбинистов для обслуживания турбин на новых кораблях. Для решения этой задачи в новую кораблестроительную программу включили два крейсера малого типа, которые должны были служить учебными кораблями для подготовки машинистов-турбинистов. Эту задачу Морской генеральный штаб (МГШ) считал главной. 
Кроме того, требовалось заменить на Дальнем Востоке находившиеся в составе Сибирской военной флотилии устаревшие крейсера «Аскольд» и «Жемчуг», новые корабли должны были служить там как быстроходные минные заградители, для чего требовались гораздо большая, чем у эскадренных миноносцев, вместимость, остойчивость с минами, поворотливость и улучшенные другие маневренные качества. Выполнить требования к маневренности планировалось за счёт ограниченной длины (до 130 м) и более полных обводов, хотя это и отрицательно сказывалось на ходкости.
Главное управление кораблестроения (ГУК) обратилось в 1912 году к фирмам «Ансальдо», «Шихау» и «Вулкан» с предложением принять участие в конкурсе на проект малого крейсера. По рекомендации МГШ, два орудия размещались на баке, два — на носовой надстройке, два — на кормовой надстройке и два — на юте. Специалисты считали, что размещение орудий на надстройках значительно усилит огонь прямо на носу и корме и освободит место для минных рельсов. Четыре противоаэропланные пушки требовалось разместить так, чтобы они не мешали главной артиллерии и имели наибольшие углы обстрела. Поскольку конкретно водоизмещение в технических условиях не указывалось, все проекты имели разное водоизмещение: Путиловский завод — 4000 т, Невский — 3800 т, Ревельский— 3500 т, «Вулкан» — 4600 т, «Шихау» — 4000 т. По мере проработки проекта и устранения замечаний МГШ и ГУК, водоизмещение постепенно увеличивалось, а скорость, естественно, уменьшалась. Проект «Шихау» — 4000 тонный крейсер с 27,5 узловой скоростью, основывался на крейсерах типа «Кольберг». Но Морское министерство не устраивала трёхвальная силовая установка, неприменяемые в русском флоте котлы, слабые подкрепления под орудия и недостаточная высота орудий над ватерлинией. Фирма «Шихау» оперативно переработала проект, устранив почти все замеченные недостатки.
Победителем конкурса признан проект Невского завода, но когда были объявлены торги, то наименьшую цену и кратчайшие сроки постройки предложены германским заводом «Шихау».
Рассмотрев поступившие заявки, Морское министерство отдало предпочтение германской фирме «Шихау», которая брала обязательство построить первый крейсер к 15 июля 1914 года, а второй — на четыре месяца позже. Другие заводы не были готовы немедленно приступить к постройке крейсеров. Путиловская верфь и Ревельский завод Русского общества для изготовления снарядов и военных припасов ещё только строились, а Невский завод едва справлялся со строительством двух эскадренных миноносцев для Чёрного моря.
Выбор «Шихау» (представители Генерального штаба в рассмотрении проекта участие не принимали и поставлены перед свершившемся фактом) ГУК объяснил выбор более сжатыми сроками постройки — благодаря готовому проекту.
Проект «Шихау» — слегка модернизированный «Майнц» — крейсер типа «Кольберг».
Для выработки пара 10 котлов Ярроу (6 угольных, 4 нефтяных), турбины и винты повторяли применённые на новейшем крейсере «Карлсруэ».
Паровые турбины работали на 2 вала и имели проектную мощность 28 000 л. с. (30 000), проектная скорость 27,5 узла (51 км/ч).
В январе 1913 года чертежи крейсеров, названных «Муравьёв-Амурский» и «Невельской», были присланы на отзыв.
Оба крейсера спущены на воду в 1914 году, когда уже шли переговоры между Россией и Англией, которые привели к окончательному оформлению Тройственного согласия, направленного против австро-германского блока.
1 августа 1914 года началась война между Германией и Россией. Это стало причиной реквизиции русской собственности, находившейся на территории Германии. Юридически крейсера сменили владельца 6 августа.

## Конструкция
Имперское морское министерство распорядилось продолжить строительство кораблей, несмотря на несоответствие заложенных в проект русских идей практике германского флота.
Внутренняя компоновка соответствовала российским стандартам, а водоотливная система была не магистральный, а кольцевой. В дальнейшим подобный тип водоотливной системы применён на крейсерах типа «Бруммер».
По русскому проекту они должны были быть вооружены восемью 130-мм орудиями, в Германии же корабельных орудий такого (или близкого 122-138-мм) калибра не существовало, а установка 105-мм по ряду причин невозможна.
Тогда выбрали 150-мм орудия, которые и установлены на крейсера, ставшие первыми кораблями этого класса в германском флоте с артиллерией такого калибра. Одновременно сменили и калибр зенитной артиллерии: вместо четырёх 63,5-мм орудий смонтировали четыре (по другим данным — пять) 52-мм (позже замененных на два 88-мм).

### Бронирование
Общая схема бронирования повторяла тип «Кольберг». Отличалась даже большей лёгкостью.
Броневая палуба являлась главной защитой крейсеров. Горизонтальный участок палубы толщиной 20 мм, скосы, опускавшиеся к бортам, из никелевой брони толщиной 40 мм. Палуба опускалась ниже ватерлинии и утончалась до 15 мм к носу и корме крейсера. Над рулевой машиной её толщина увеличивалась до 80 мм. Боевая рубка  имела толщину стенок 75 мм и стальную 50 мм крышу.

### Вооружение
Артиллерийское вооружение должно было состоять из восьми 130-мм орудий в одиночных установках (боекомплект составлял 1400 выстрелов или 175 снарядов на ствол), четырёх 63-мм/38 зенитных орудий («Сухопутного ведомства») с запасом 220 патронов на ствол и четырёх пулемётов Ма́ксима с боекомплектом 15 000 патронов на ствол. Кроме того, проект предусматривал возможность нести до 150 мин заграждения.
В строй крейсера вошли с другим вооружением. Главный калибр состоял из восьми германских 150-мм орудий SK L/45 в одиночных установках. Два из них находились бок о бок впереди на баке, четыре — в средней части судна, по два с каждой стороны, и два бок о бок на корме. Максимальная дальность стрельбы орудий — до 17 600 м. Боекомплект — 1024 выстрелов или 128 снарядов на ствол.
Зенитная вооружение кораблей первоначально состояло из четырёх 5,2 см L/55 пушек, впоследствии заменённых на пару зенитных орудий 8,8 см SK L/45.
Крейсера были оснащены двумя надводными 500-мм торпедными аппаратами.
Кроме того, крейсера могли принимать до 120 морских мин.

### Главная энергетическая установка
Главная энергетическая установка включала десять паровых котлов и два турбинных агрегата, каждый из которых должен был работать на свой гребной вал и состоял из паровых турбин высокого и низкого давления и турбины заднего хода, конструктивно в одном корпусе с турбиной низкого давления; ТВД занимали носовые турбинные отделения, ТНД с конденсаторами и циркуляционными насосами — кормовые. Турбины и винты повторяли применённые на лёгких крейсерах типа «Карлсруэ».
Десять паровых котлов Ярроу суммарной нагревательной поверхностью 4880 м² в пяти котельных отделениях: в трёх носовых — по два угольного отопления, в двух кормовых — два двухсторонних нефтяных.
Рабочее давление пара — 18 атм.

#### Дальность плавания и скорость хода
Проектная мощность 28 000 л. с. при частоте вращения 345 об/мин, что должно было обеспечить скорость 27,5 узла, максимальная мощность турбин заднего хода 10 тыс. л. с. при 270 об/мин.
Запас топлива 620 т угля и 580 т нефти, что обеспечивало дальность плавания 4300 миль 12-узловым ходом. Для приёма нефти два насоса производительностью по 50 т/ч.
| Расход топлива турбинами от мощности  |               |                |                            |                        |
|                                       | Скорость узлы | мощность л. с. | Суточный расход угля дл. т | Дальность морских миль |
| 4/5 мощности                          | 25,6          | 21 920         | 446                        | 1750                   |
| Максимальная продолжительная скорость | 25,0          | 19 180         | 400                        | 1900                   |
| 3/5 мощности                          | 24,2          | 16 440         | 352                        | 2100                   |
| 2/5 мощности                          | 22,0          | 10 960         | 258                        | 2600                   |
| 1/5 мощности                          | 18,0          | 5480           | 164                        | 3340                   |
| 10,0 узлов                            | 10,0          | 960            | 46                         | 6600                   |

## Служба
| Название  | Заложен  | Спущен на воду      | Введен в строй       | Выведен из состава флота |
| --------- | -------- | ------------------- | -------------------- | ------------------------ |
| «Пиллау»  | 1913 год | 11 апреля 1914 года | 14 декабря 1914 года | 20 июля 1920 года        |
| «Эльбинг» | 1913 год | 21 ноября 1914 года | 1 сентября 1915 года | 1916 год                 |

«Эльбинг» (строительный № 894 ) — заказан как русский малый крейсер «Невельской» (с 6 февраля 1914 «Адмирал Невельской»). Постройка крейсера начата верфью «F. Schichau» в Данциге в июле 1913 года, заложен официально 10 сентября 1913 года.
1 августа 1914 года Германия объявила войну России, что стало поводом для реквизиции российской собственности, находившейся на территории Германии. Юридически оба крейсера сменили владельца 6 августа.
Введён в встрой 1 сентября 1915 года.
За время службы принял участие только в двух крупных операциях.
Первая: обстрел Ярмута и Лоустофта, проведена в апреле 1916 года.
Месяц спустя, он принял участие в Ютландском сражении.
В ходе Ютландского боя 31 мая 23:15 4-я флотилия (10 эсминцев) с лидером «Типперери» столкнулась с крейсерами Бёдикера, которые открыли огонь, расстреляв его почти в упор, в результате на лидере погиб почти весь экипаж. Четыре британских эсминца выпустили торпеды, у «Эльбинга» торпеда прошла по килем.
Крейсера отвернули и попытались укрыться за строем линкоров, «Эльбинг» попал в 0:30 1-го июня 1916 года под таран флагмана контр-адмирала Энгельгардта линкора «Позен», после чего затонул. Погибло 4 человека. В 2:25 миноносец S-53 подошёл к борту крейсера, 477 человек перебрались на миноносец, на борту «Эльбинга» остались командир, старший офицер, подрывная команда и команда гребного катера, состоявшая из добровольцев.
«Пиллау» (строительный № 893 ) — заказан как русский малый крейсер «Муравьев-Амурский». Заложен верфью «F. Schichau» в Данциге 12 февраля 1913, (официально 10 сентября 1913 по старому стилю стилю), спущен на воду 11 апреля 1914 года (29 марта 1914 по старому стилю).
6 августа Германское правительство реквизировало крейсер. Введён в встрой 14 декабря 1914 года. Крейсер провёл большую часть своей карьеры во второй разведывательной группе Флота открытого моря, вёл разведку в Балтийском и Северном морях. В апреле-мае 1915 года крейсер участвовал в минно-заградительных операциях. В августе 1915 года он участвовал в состав соединения вице-адмирала Эрхарда Шмидта в битве в Рижском заливе против Российского флота. 29 августа крейсер снова вернулся на Северное море. В ночь с 11 на 12 сентября он участвовал в минно-заградительной операции у банки Зварте, в ночь с 19 на 20 октября — в операции у банки Амрум, а в ночь с 23 на 24 октября — в выходе в Гельголандскую бухту. С 16 по 19 декабря «Pillau» в составе соединения контр-адмирала Бедикера контролировал судоходство в проливах Скагеррак и Каттегат, а 31 мая — 1 июня 1916 года, он принимал участие в Ютландской битве. Крейсер получил попадание снарядом большого калибра в носовую надстройку. Несмотря на то, что из строя вышли нефтяные котлы, кораблю удалось избежать потери хода. Потери экипажа составили 4 убитых и 23 раненых. Он помог сильно повреждённому крейсеру SMS Seydlitz достичь порта 2 июня, после завершения боя. Принял участие во Втором сражении в Гельголандской бухте, повреждений не получил. «Пиллау» должен был участвовать в последней операции Флота открытого моря в последние недели войны, но волнения на флоте заставили отменить поход. «Пиллау» по репарациям был передан Италии.
Переименованный в «Бари», он был введен в эксплуатацию в Regia Marina (Королевский флот) в январе 1924 года. Корабль был перестроен и ремонтировался несколько раз в течение следующих двух десятилетий. В первые годы Второй мировой войны обеспечивал огневую поддержку итальянских войск в нескольких столкновениях в Средиземноморье. На 1943 год была запланирована перестройка «Бари» в корабль ПВО, но в июне 1943 года ожидавший перевооружение корабль был потоплен бомбардировщиками ВВС США на мелководье в Ливорно. В 1944 году немцы подняли «Бари». Разделан на металл в январе 1948 года.

## Использованная литература и источники
1. ↑  Gröner. Band 1. — S.137
2. ↑  Цветков, 1990, с. 77.
3. ↑  Трубицын, Морская коллекция, 2017, с. 2.
4. 1 2  Афонин, 2001, с. 31.
5. 1 2 3  Цветков, 1990, с. 79.
6. 1 2 3  Крейсера, 2015, с. 214.
7. 1 2  Афонин, 2001, с. 32—33.
8. 1 2 3 4 5 6 7 8 9 10 11 12  Gröner. Band 1. — S.139
9. 1 2 3  Афонин, 2001, с. 38.
10. 1 2 3  Kleine Kreuzer, 2004, S. 202.
11. 1 2  Pillau, 2001, с. 43.
12. ↑  Афонин, 2001, с. 35.
13. 1 2 3 4 5 6 7  Pillau, 2001, с. 42.
14. ↑  Военное кораблестроение, 1935, с. 271.
15. ↑  Крейсера, 2015, с. 215.
16. ↑  Афонин, 2001, с. 36—38.
17. 1 2 3 4 5  Афонин, 2001, с. 37.
18. ↑  DiGiulian, Tony. German 15 cm/45 (5.9″) SK L/45 (англ.) (6 июля 2007). — Описание 150-мм орудия SK L/50. Дата обращения: 26 января 2011. Архивировано 17 августа 2011 года.
19. ↑  Elbing. Дата обращения: 10 июня 2015. Архивировано 10 июня 2015 года.
20. ↑  Pillau. Дата обращения: 10 июня 2015. Архивировано 10 июня 2015 года.
21. 1 2  Pillau, 2001, с. 47.